# 山梨県道・東京都道33号上野原あきる野線

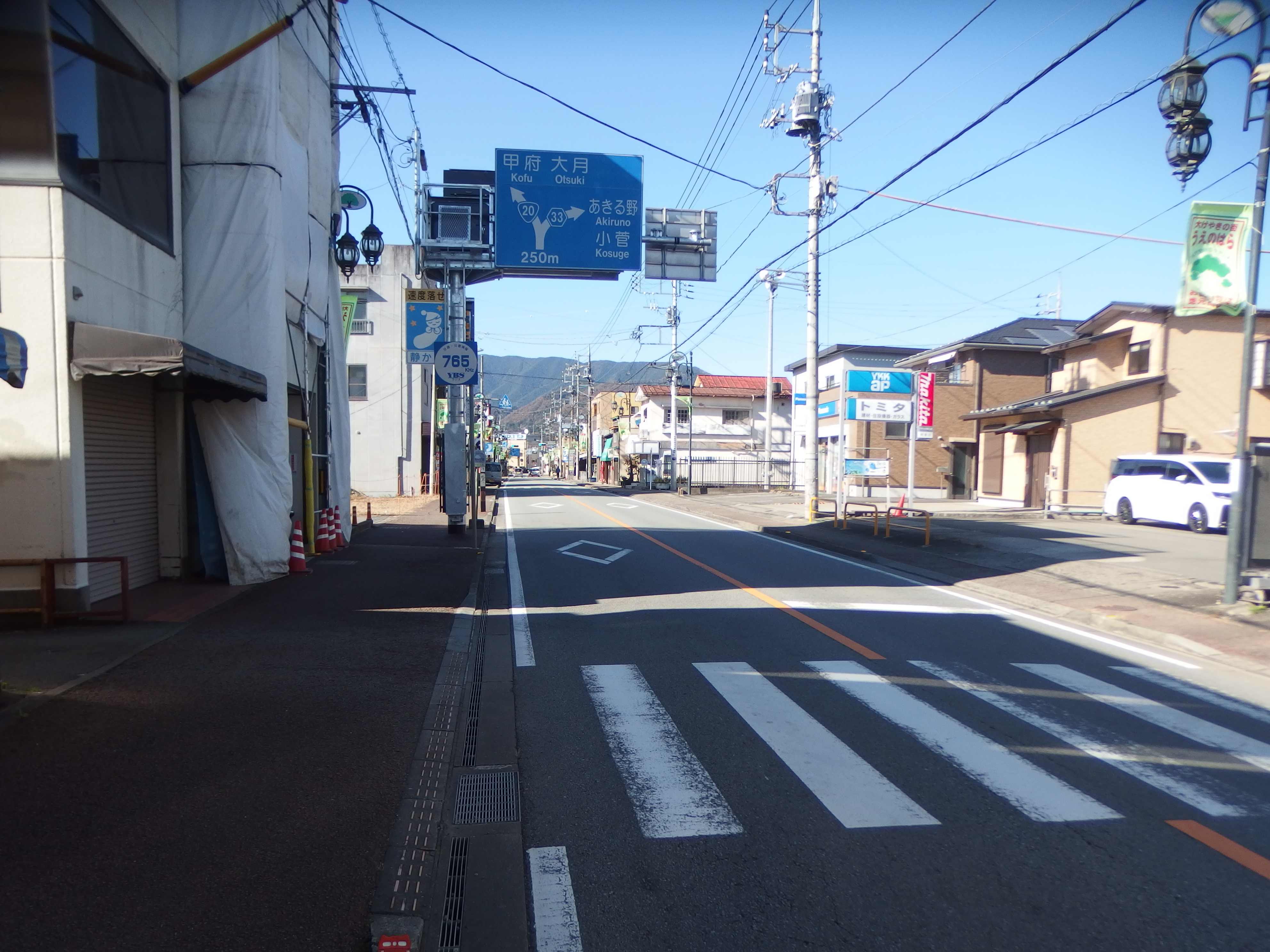
上野原市起点

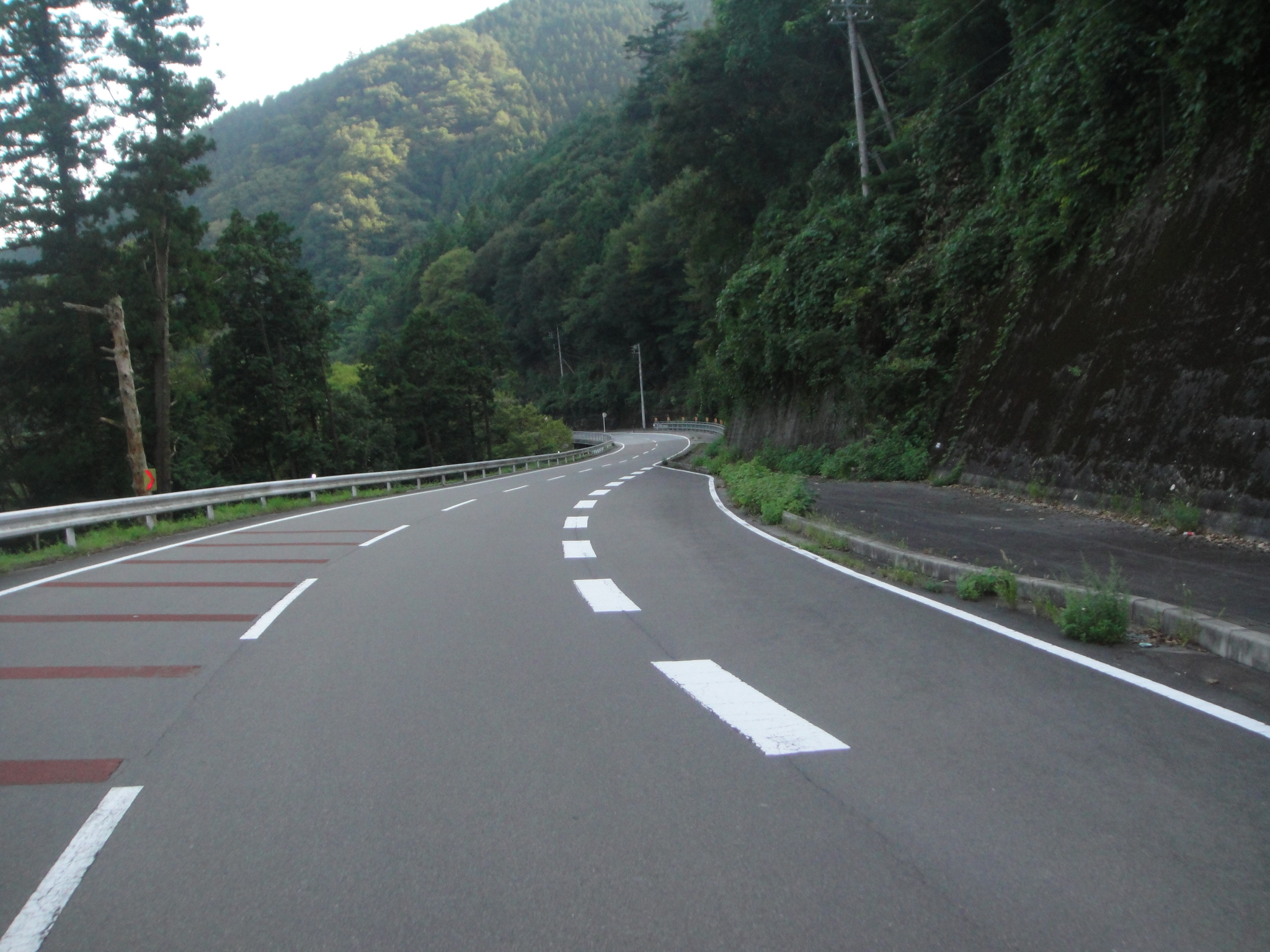
上野原市

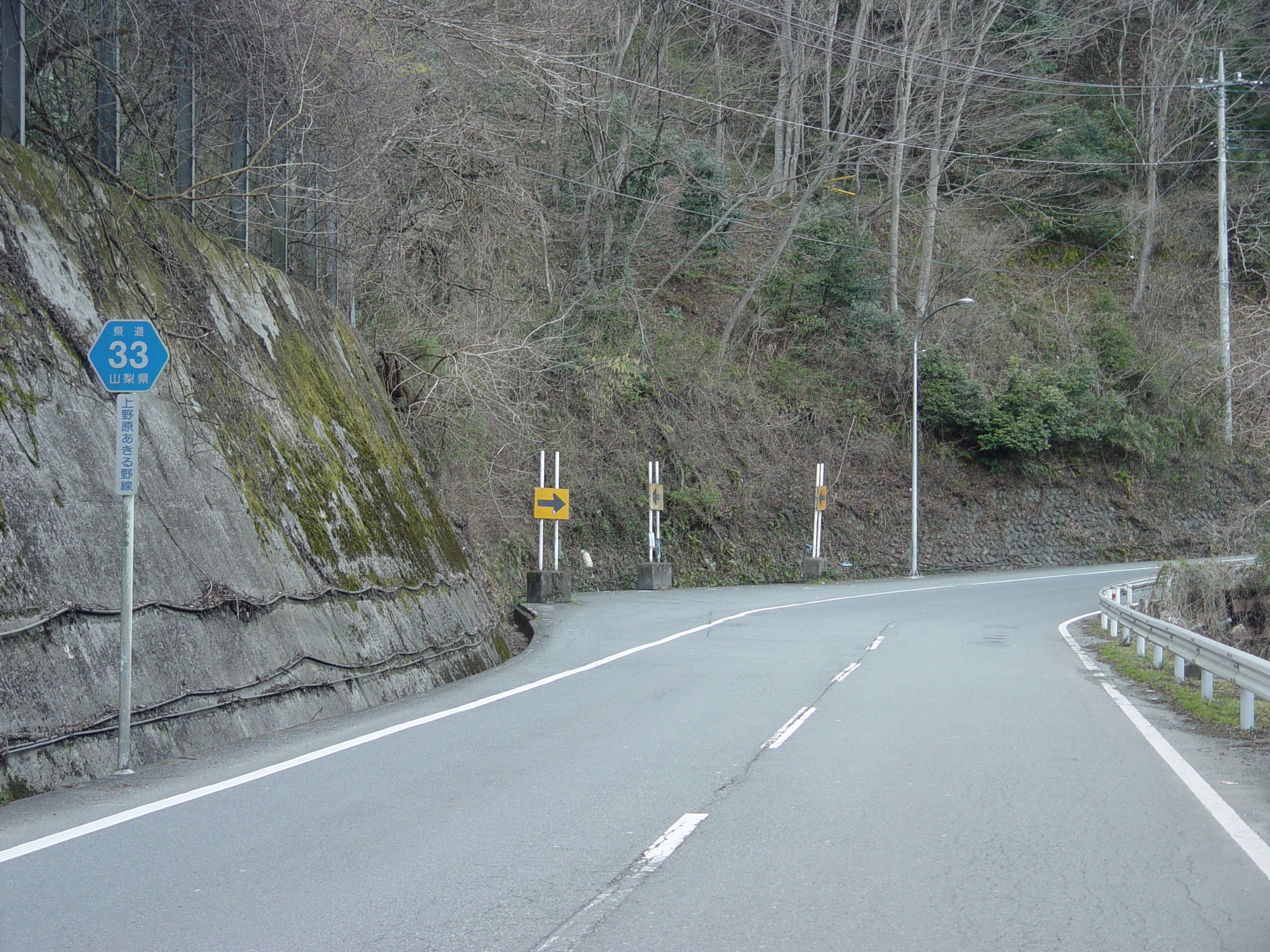
上野原市

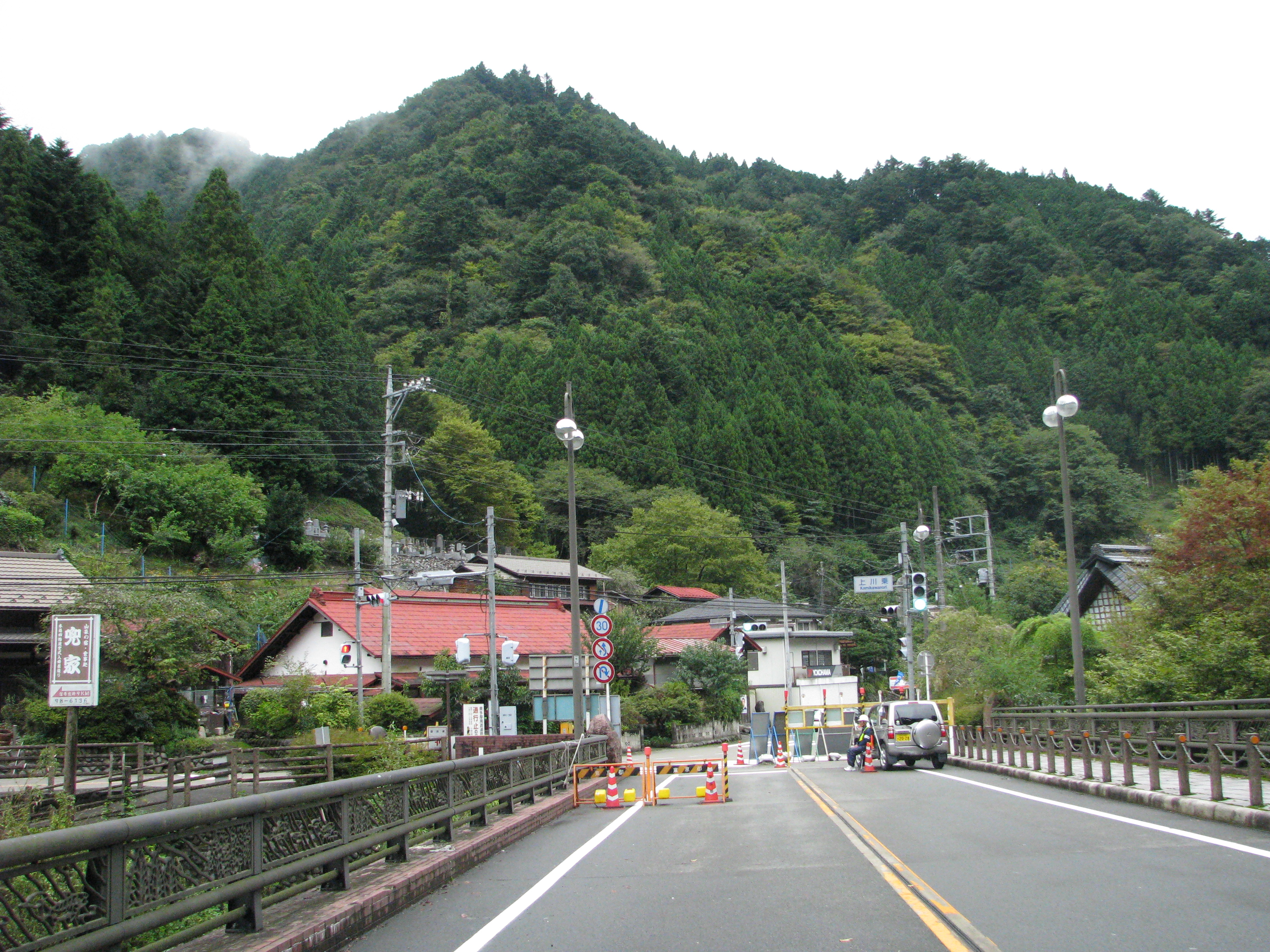
檜原村上川乗交差点（あきる野方面を望む）

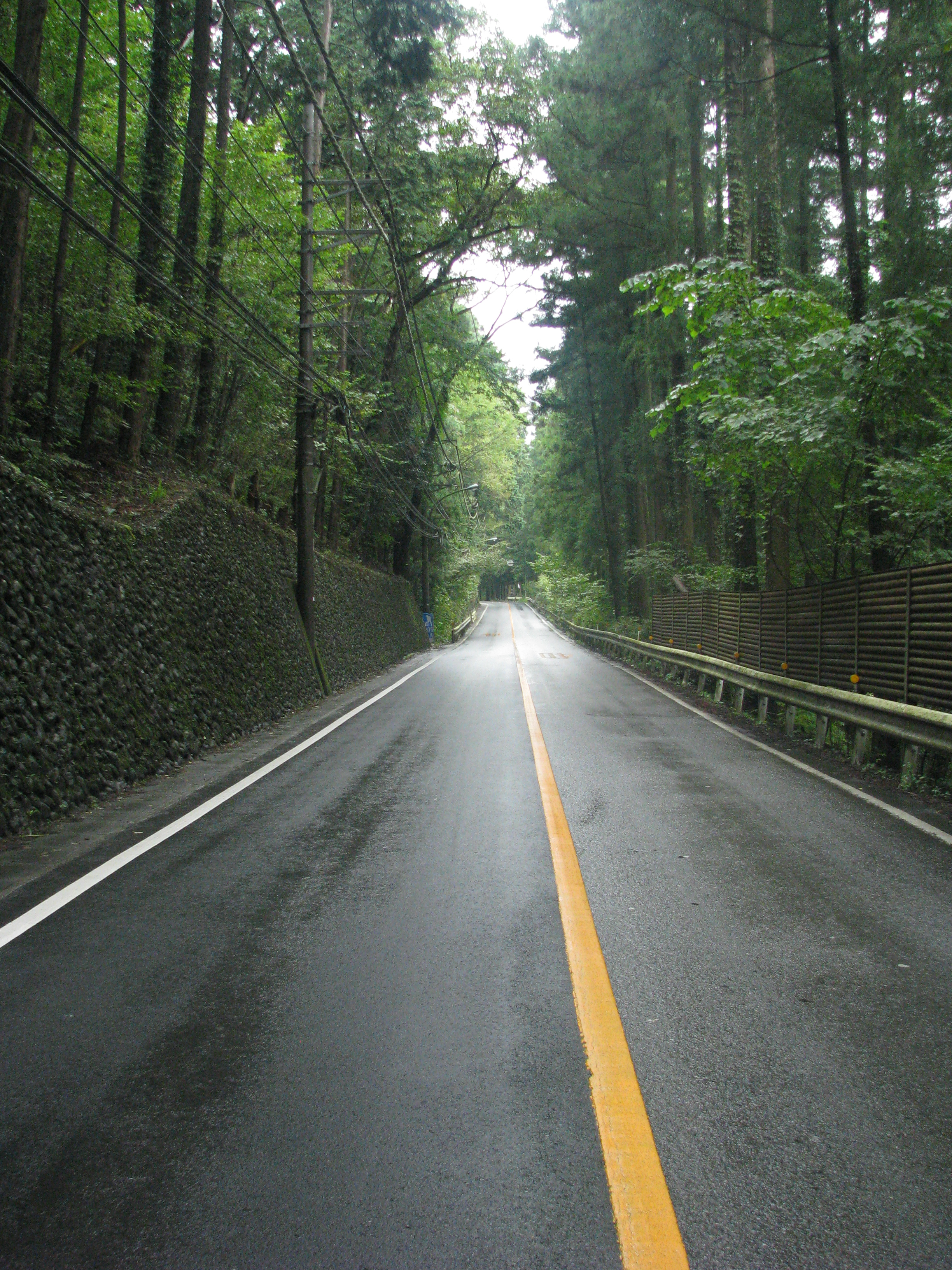
あきる野市乙津（上野原方面を望む）

山梨県道・東京都道33号上野原あきる野線（やまなしけんどう・とうきょうとどう33ごう うえのはらあきるのせん）は、山梨県上野原市と東京都あきる野市を結ぶ都道府県道（主要地方道）である。上川乗交差点から東町交差点までは東京都道206号川野上川乗線の一部区間とともに檜原街道と呼ばれる。
旧名称および建設省告示による主要地方道としての名称は「上野原五日市線」であり、五日市町と秋川市の合併によりあきる野市となったことで1995年（平成7年）に現在の名称に変更されている。
また、1994年（平成6年）3月31日以前は山梨県側の県道番号は2号だったが、東京都側に合わせ33号へ統一された。

## 概要

### 路線データ
- 起点：山梨県上野原市上野原（国道20号交点）
- 終点：東京都あきる野市舘谷台（武蔵五日市駅前交差点＝東京都道7号杉並あきる野線終点、東京都道31号青梅あきる野線終点）

## 路線状況
山梨県上野原市内の国道20号線を起点とする。分岐点から約2 kmの間は鶴川の河岸段丘沿いの市街地を進むが、この間はおおむね1.5車線である。鏡渡橋で鶴川を渡り、以降は右岸の斜面をトラバース気味に通過する。この区間は多くが2車線幅であるが、一部に未改良区間も残る。
棡原（ゆずりはら）の集落に入り、山梨県道18号上野原丹波山線・山梨県道522号棡原藤野線と相次いで分岐すると、道は徐々に高度を上げ始める。斜面に沿って展開されている猪丸・日原の集落を横断すると、本格的な山越えの区間となる。峠のトンネルに至るまでの約5 kmの間は、そのほとんどが1.5車線で急勾配が連続する。これを登り詰めた先が甲武トンネルであり、笹尾根を貫いて東京都に入ると、ついで栗坂トンネルで支尾根を貫通する。
この先上川乗交差点までは下りの急勾配で、斜面に沿ったヘアピンカーブが連続するが、殆どの区間で2車線幅が確保されている。谷まで下り、南秋川を大きな橋で横断すると、上川乗交差点で東京都道206号川野上川乗線に合流する。

### 通称
- 檜原街道（東京都西多摩郡檜原村南郷・上川乗交差点 - 東京都あきる野市五日市・東町交差点）＝東京都通称道路名設定公告（1984年5月1日）整理番号113
- 秋川街道（東京都あきる野市五日市・東町交差点 - 東京都あきる野市舘谷台・武蔵五日市駅前交差点）＝東京都通称道路名設定公告（1963年6月18日）整理番号57

### 道路施設

#### 橋梁
- 鏡渡橋（鶴川）
- 俣渡橋（鶴川）
- 南秋川橋（南秋川）
- 馬場橋（南秋川）
- 橘橋（秋川）
- 新乙津橋（秋川）
- 新矢柄橋（秋川）[4]
- 西秋川橋（秋川）

旧道として矢柄橋が存在し、あきる野市乙津において秋川の支流を跨いでいたが、新矢柄橋・新乙津橋の開通により現在は通行止めとなっている。

#### トンネル
- 甲武トンネル（山梨県・東京都）
- 栗坂トンネル（檜原村）

## 地理

### 通過する自治体
- 山梨県
  - 上野原市
- 東京都
  - 西多摩郡檜原村
  - あきる野市

### 交差・接続する道路
- 国道20号（甲州街道、山梨県上野原市）
- 山梨県道18号上野原丹波山線（山梨県上野原市棡原）
- 山梨県道522号棡原藤野線（山梨県上野原市棡原）
- 東京都道206号川野上川乗線（檜原街道、東京都西多摩郡檜原村南郷）上川乗交差点
- 東京都道205号水根本宿線（東京都西多摩郡檜原村本宿）橘橋交差点
- 東京都道201号十里木御嶽停車場線（東京都あきる野市戸倉）十里木交差点
- 東京都道32号八王子五日市線（秋川街道、東京都あきる野市五日市）東町交差点
- 東京都道31号青梅あきる野線（秋川街道、同上）
- 東京都道7号杉並あきる野線（五日市街道、東京都あきる野市舘谷台）武蔵五日市駅前交差点

### 沿線
- 山梨県上野原市
  - 山梨中央銀行上野原支店
  - 上野原市役所
  - 上野原市立図書館
  - 上野原市立病院
  - 上野原市立上野原小学校
  - 上野原市立上野原中学校
  - 日本大学明誠高等学校
  - 棡原郵便局
  - 上野原市立棡原小学校
- 東京都西多摩郡檜原村
  - 檜原村役場
  - 檜原郵便局
- 東京都あきる野市
  - 秋川渓谷
  - 秋川渓谷瀬音の湯
  - あきる野市立戸倉小学校
  - 五日市警察署
  - 東京都立五日市高等学校
  - あきる野市立五日市中学校
  - あきる野市立五日市小学校
  - 西東京バス五日市営業所
  - 武蔵五日市駅